# Université d'études étrangères de Kyoto
L'Université d’études étrangères de Kyoto (Kyoto University of Foreign Studies (京都外国語大学, Kyōto gaikokugo daigaku)), également connue sous l'acronyme KUFS, est une université privée de langue étrangère créée en 1947 et établie à Kyoto, au Japon dans l’arrondissement de Ukyō-ku. 

## Description
Le Kyoto Junior College of Foreign Languages est rattaché à cette université. La KUFS se spécialise dans neuf langues : anglais, espagnol, français, allemand, portugais, chinois, italien, russe (fondé en 2020) et japonais.  
En avril 2018, le Département des relations internationales est créé et comprend principalement le département des études mondiales et celui du tourisme mondial.

## Départements académiques
Il existe huit départements de langues spécialisées au sein de la Faculté des études étrangères en plus d'un cours d'études japonaises pour les étudiants étrangers :  
- Département d'études britanniques et américaines
- Département d'études espagnoles (rebaptisé "Études hispaniques" à compter d'avril 2007
- Département d'études françaises
- Département d'études allemandes
- Département d'études brésiliennes et portugaises ( portugais : Departamento de Estudos Luso-Brasileiros da UEEQ )
- Département d'études italiennes
- Département d'études chinoises
- Département d'études japonaises
- Département des affaires mondiales
- Département d'études mondiales
- Département du tourisme mondial
- Cours d'études japonaises pour étudiants étrangers (en japonais) (en anglais)